# Phạm Nhân Khanh
Phạm Nhân Khanh (范仁卿, ? - ?), hiệu: Cổ Sơn; là văn quan và là nhà thơ Việt Nam thời Trần.

## Tiểu sử
Không rõ quê quán và thân thế Phạm Nhân Khanh, chỉ biết ông thi đỗ Tiến sĩ đời Trần Duệ Tông (ở ngôi: 1372-1377). Cũng trong khoảng thời gian này, ông được cử đi sứ sang Trung Quốc, lúc về được giữ chức Giám tu quốc sử, kiêm An phủ sứ lộ Lạng Sơn .
Hiện ông còn 13 bài thơ thất ngôn bát cú được chép trong Toàn Việt thi lục do Lê Quý Đôn biên tập.
Theo Từ điển nhân vật lịch sử Việt Nam, thì ông là người có tính ngay thẳng, tiết tháo, sống mộc mạc nên được nhiều sĩ phu quý trọng .

## Nhận xét
Qua số bài thơ còn lại, cho thấy cuộc sống và con đường làm quan của Phạm Nhân Khanh có phần nhàn nhã, thuận chiều, tuy không giàu sang. Trong thơ, ông nhận mình là người "mộc mạc, vụng về, nhưng không cần sự khôn khéo của thế gian" (Thất tịch); mà cái cần là phải biết giữ "tiết cứng quên mình, và lòng đạo không dục vọng" (Tân trúc).

## Giới thiệu thơ
Giới thiệu một bài thơ tiêu biểu của Phạm Nhân Khanh.
| Phiên âm: Tân Trúc Thụ đắc lang can tam lưỡng tùng, Chỉ kỳ tuế vãn bạn ngâm ông. Si kim hoả khán lâm thu nguyệt, Dát ngọc tài thinh đệ hiểu phong. Kình tiết phỉ cung năng trực ngoại, Đạo tâm vô dục cố hư trung. Khách lai mạc quái tân điều đoản, Hội kiến sương tiêu phất thuý không. | Dịch nghĩa: Trúc non Trồng được vài ba khóm lang can, Chỉ mong cuối năm làm bạn với nhà thơ. Hãy xem dưới ánh trăng thu rây vàng xuống, Hãy nghe gió sớm thổi qua, tiếng vang như ngọc xát. Tiết cứng quên mình, thẳng thắn lộ ra bên ngoài, Lòng đạo không dục vọng bởi trong hư không. Khách đừng lấy làm lạ khi cành non còn ngắn, Rồi sẽ thấy ngọn sương phe phẩy trên tầng xanh. |

## Sách tham khảo
- Phạm Tú Châu, mục từ "Phạm Nhân Khanh" trong Từ điển văn học (bộ mới). Nhà xuất bản Thế giới, 2004.
- Nguyễn Đăng Na, Văn học thế kỷ X-XIV. Nhà xuất bản Khoa học xã hội, 2004.
- Nguyễn Q. Thắng- Nguyễn Bá Thế, Từ điển nhân vật lịch sử Việt Nam, mục từ "Phạm Nhân Khanh". Nhà xuất bản Khoa học xã hội, 1992.